# Irv Gotti
Pour les articles homonymes, voir Gotti (homonymie).
Irv Gotti, de son nom complet Irving Domingo Lorenzo, Jr., né le 26 juin 1970 et mort le 5 février 2025 à Hollis (Queens, New York), est un producteur de musique américain et le fondateur du label The Inc. Records.

## Biographie

### Jeunesse
D'origine afro-américaine et philippine, Irv Gotti naît à Hollis dans le Queens. Il est le benjamin d'une famille de huit enfants et le père de trois enfants.

### Carrière
La carrière de Gotti commence en 1994 lorsqu'il produit trois titres, sous le nom de DJ Irv, sur le premier album studio de Mic Geronimo, The Natural, publié en 1995.
Le succès arrive en 1996 lorsqu'il produit Can I Live sur Reasonable Doubt, le premier album de Jay-Z. L'album devient un « classique » et Gotti est de plus en plus sollicité pour ses beats.
En 1997, il fonde, avec son frère Chris, le label Murder Inc. qui est distribué par Universal Music Group. Il travaille ensuite avec DMX sur son premier album, It's Dark and Hell Is Hot, et avec Ja Rule sur Venni Vetti Vecci. Ce dernier ne connaît pas autant de succès que les premiers opus de Jay-Z ou DMX, mais établit la capacité de Gotti à produire des tubes et à faire émerger des artistes inconnus. Def Jam, chez qui sont signés DMX, et Ja Rule décident alors de distribuer Murder Inc..
En 2002, Gotti publie la compilation Irv Gotti Presents: The Inc. sur lequel on retrouve certains des artistes signés sur son label : Ashanti, Charli Baltimore, Black Child, Chink Santana, Caddillac Tah ou encore Ja Rule.
En 2003, Murder Inc. change de nom à la suite de problèmes judiciaires et devient The Inc. Records.
En 2007, il coproduit, avec Linda Perry et Stephan Jenkins, le troisième album de Vanessa Carlton, Heroes & Thieves.

### Mort
Le 5 février 2025, Irv Gotti a un accident vasculaire cérébral et est ensuite déclaré mort en raison de complications liées à plusieurs accidents vasculaires cérébraux.

## Affaires judiciaires
En 2003, Murder Inc. fait l'objet d'une enquête fédérale pour blanchiment d'argent pour le compte du baron de la drogue new yorkais Kenneth « Supreme » McGriff.
Le 25 janvier 2005, Gotti et son frère Chris, qui risquent vingt ans d’emprisonnement, plaident non coupable et s'acquittent d'une caution d'un million de dollars chacun. Le 2 décembre 2005, les deux frères sont acquittés des charges qui pesaient sur eux.

## Discographie

### Compilations
- 2000 : Irv Gotti Presents: The Murderers
- 2002 : Irv Gotti Presents: The Inc.
- 2002 : Irv Gotti Presents: The Remixes